# غوفرنير ك. وارين
غوفرنير ك. وارين (بالإنجليزية: Gouverneur Kemble Warren) هو مهندس وضابط أمريكي، ولد في 8 يناير 1830 في كولد سبرينغ في الولايات المتحدة، وتوفي في 8 أغسطس 1882 في نيوبورت في الولايات المتحدة.

## وصلات خارجية
- غوفرنير ك. وارين على موقع إن إن دي بي (الإنجليزية)